# Пак Соджин
Пак Соджин (кор. 박소진, англ. Park So-jin; род. 21 мая 1986) — южнокорейская певица и композитор, более известна под сценическим именем Соджин. Является участницей южнокорейской женской группы Girl's Day.

## Ранние годы
Пак Соджин родилась 21 мая 1986 году в Тэгу, Южная Корея. Она окончила начальную школу Ли Хен, среднюю школу Соджин, женскую старшую школу Кендок. Она специализировалась на машиностроении университета Енгнам.

## Карьера
До дебюта Соджин являлась учителем по вокалу мужской группы Ulala Session.
7 июля 2010 Соджин дебютировала, как участница группы Girl’s Day на Мusic Band, представляя трек «Tilt My Head».
9 января 2011 года Соджин выпустила свой первый соло-сингл «Our Love Like This» для дорамы «Пламя Желания».
19 апреля 2012 Girl’s Day осуществили камбек с мини-альбомом «Everyday II». В альбом входила песня «Telepathy», композитор которой, была Соджин. В том же году, Соджин и её коллега написали песню «It’s Snowing», для Tokyo Girl. Песня была выпущена 7 декабря.
14 марта 2013 года группа выпустила полный альбом «Expectation». Соджин написала интро-песню, под названием «Girl’s Day World», а также написала в соавторстве со своими одногруппницами текст к «I Don’t Mind». 15 октября Girl’s Day выпустило песню «Let’s Go», композитором которой была Соджин.
2 марта 2014 года Соджин сотрудничала с певцом Crucial Star, выпустив кавер на песню Пак Хё Кена «Three Things I Want to Give You».
30 января 2015 Соджин исполнила «Dizzy Dizzy», в качестве саундтрека для дорамы «Возвращение Семьи».

## Влияние
Соджин рассказала, что большое влияние на неё оказала Ум Джи Хва. Она описывает её как многолетнего лидера своего поколения, который показывает обильную выразительность и глубину.

## Фильмография

### Телесериалы
| Год  | Название            | Роль       | Канал     | Заметки             |
| ---- | ------------------- | ---------- | --------- | ------------------- |
| 2011 | «Я Доверяла Ему»    |            | MBC       | Камео               |
| 2014 | «Лучший Брак»       | Ли Ю Ри    | TV Chosun | Второстепенная роль |
| 2015 | «Возвращение Семьи» | Чо Дон Чжу | SBS       | Второстепенная роль |

### Развлекательные шоу
| Год  | Название                                              | Канал       | Заметки                                   |
| ---- | ----------------------------------------------------- | ----------- | ----------------------------------------- |
| 2010 | «Код Beatles»                                         | Mnet        | Гость с Мина                              |
| 2011 | «Спор на 1000 Песен»                                  | SBS         | Гость с Мина                              |
| 2011 | «Еженедельный Айдол»                                  | MBC Every 1 | Гость с Чжихи, Юра, Мина, Хери            |
| 2012 | «1 vs 100»                                            | KBS         | Гость с Мина                              |
| 2012 | «Еженедельный Айдол»                                  | MBC Every 1 | Гость с Мина, Юра, Хери                   |
| 2013 | «Lunar New Year’s Special: Showdown! Idol Gayo Stage» | KBS         | Гость с Мина                              |
| 2013 | «Звездный Король»                                     | SBS         | Гость с Хери                              |
| 2013 | «Еженедельный Айдол»                                  | MBC Every 1 | Гость с Мина, Юра, Хери                   |
| 2013 | «Скрытый Певец 2»                                     | jTBC        | Гость                                     |
| 2014 | «Звездный Король»                                     | SBS         | Гость с Хери                              |
| 2014 | «Еженедельный Айдол»                                  | MBC Every 1 | Гость с Юра, Мина, Хери                   |
| 2014 | «Полный Дом»                                          | KBS2        | Гость с Мина                              |
| 2014 | «Здравствуй, Контроллер»                              | KBS2        | Гость с Мина                              |
| 2014 | «Школа Айдолов»                                       | MBC         | Ведущий                                   |
| 2014 | «Викторина Изменить Мир»                              | MBC         | Гость с Юра                               |
| 2015 | «Бегущий Человек»                                     | SBS         | Гость, эпизод № 233 (с Гэри, Хаха)        |
| 2015 | «Певец в Маске»                                       | MBC         | Гость                                     |
| 2015 | «Побег Кризис No.1»                                   | KBS2        | Гость с Юра и Мина                        |
| 2015 | «Здравствуй, Контроллер»                              | KBS2        | Гость с Юра                               |
| 2015 | «Клуб После Школы»                                    | Arirang     | Гость с Юра, Мина, Хери                   |
| 2015 | «Я Живу Один»                                         | MBC         | Гость, эпизод № 117                       |
| 2015 | «Еженедельный Айдол»                                  | MBC Every 1 | Гость с Юра и Мина, эпизод № 210          |
| 2015 | «Two Yoo Project Sugar Man»                           | jTBC        | Гость Хани из EXID Чжон Паком и Mad Clown |
| 2015 | «Счастливы Вместе 3»                                  | KBS         | Гость спецвыпуска «Image Makeover»        |
| 2016 | «Эйнштейн»                                            | SBS         | Гость                                     |
| 2016 | «Та же Кровать, Разные Сны»                           | SBS         | Гость, эпизод № 95                        |
| 2016 | «Закон Джунглей»                                      | SBS         | Гость для тура в Папуа — Новая Гвинея     |
| 2016 | «Разреши мне Дом»                                     | tvN         | Ведущий                                   |
| 2016 | «Лагерь Заживления»                                   | SBS         | Гость, эпизод № 218                       |
| 2016 | «Проблематичный Мужчина»                              | tvN         | Гость, эпизод 63                          |
| 2016 | «Two Yoo Project Sugar Man»                           | jTBC        | Гость                                     |
| 2016 | «I’m a Movie Director too!»                           | Channel CGV | Гость                                     |
| 2016 | «Trick & True»                                        | KBS         | Гость с Юрой                              |
| 2016 | «Вкусная Дорога»                                      | Olive TV    | Гость с Мина и Хери                       |
| 2016 | «Салон 31»                                            | OnStyle     | Гость с Юра, Мина, Хери, эпизод № 5       |
| 2016 | «Сделай Это Красивым»                                 | OnStyle     | Guest                                     |

## Дискография
| Год  | Название                          | Артист                | Альбом                              | Продолжительность |
| ---- | --------------------------------- | --------------------- | ----------------------------------- | ----------------- |
| 2011 | «Our Love Like This»              | Соджин                | «Пламя Желания» ОСТ                 | 3:57              |
| 2011 | «Bum Bum Bum»                     | Сон Хо Бом и Соджин   | Kwak Tae-hoon Project 4 альбом      | 3:21              |
| 2013 | «In the Summer»                   | Соджин и Зико         | Deux 20th Anniversary Tribute Album | 4:21              |
| 2013 | «I Want to Turn Back Time»        | Соджин                | «Страстная Любовь» ОСТ              | 4:02              |
| 2014 | «Three Things I Want to Give You» | Соджин и Crucial Star | Сингл                               | 4:00              |
| 2014 | «Finale»                          | Соджин и Dok2         | Сингл                               | 3:51              |
| 2015 | «On Rainy Days»                   | Ким Тэбом и Соджин    | Сингл                               | 3:37              |
| 2015 | «Ajjil Ajjil»                     | Соджин                | «Выезд Семьи» ОСТ                   | 3:27              |
| 2015 | «I Am Korea»                      | Разные                | I Am Korea Theme Song               | 3:40              |
| 2015 | «It Hurts»                        | Соджин и Зико         | «Маска» ОСТ                         | 3:47              |
| 2015 | «Everyday With You»               | Соджин                | «Ответ 1988» ОСТ                    | 3:16              |